# Топольки (Омская область)
Топольки — деревня в Павлоградском районе Омской области. Входит в состав Тихвинского сельского поселения.

## История
В 1982 году Указом Президиума Верховного Совета РСФСР деревня Отделение № 2 совхоза «Тихвинский» переименован  в Топольки.

## География
Деревня расположена на юге Омской области

## Население
| 2010 |
| ---- |
| 140  |

## Инфраструктура
Действовал совхоз «Тихвинский». 

## Транспорт
Подъездная  дорога на дорогу третьего класса Тихвинка — Новоуральский — Пристанское (идентификационный номер 52Н-484).
Просёлочные дороги. 